# Spoorwegbureau van de Europese Unie
Het Spoorwegbureau van de Europese Unie, ook bekend onder de Engelse naam European Union Agency for Railways is een agentschap van de Europese Unie. Het is in 2004 opgericht als het 'Europees Spoorwegbureau'. De oorspronkelijke Engelse naam was 'European Railway Agency' (ERA). In 2016 kreeg het zijn huidige naam. Het agentschap heeft twee hoofdlocaties, beide in Noord-Frankrijk. Het Spoorwegbureau houdt kantoor in Valenciennes, terwijl de internationale conferenties en bijeenkomsten in Rijsel (Lille) plaatsvinden.

## Geschiedenis
Een belangrijke gebeurtenis op Europees niveau was op 1 januari 2007 de algehele liberalisering van het Europese spoorwegnet voor goederenvervoer. Nadat het net sinds 2003 al was opengesteld voor internationaal vervoer door nieuwe open access operators, is het sinds 1 januari 2007 toegestaan om ook nationaal in 'cabotagevervoer' te opereren. Het is mede aan de liberalisering te danken dat het goederenvervoer per spoor toeneemt.

## Doel en taken
Het doel van het Europees spoorwegbureau is om één Europese spoorwegruimte te laten ontstaan, wat betekent dat de treinen van iedere spoorwegvervoerder in Europa zonder problemen het hele Europese spoorwegnet kunnen gebruiken. Daarmee moet het spoorwegverkeer een hogere kwaliteit krijgen en aantrekkelijker worden. Om dit te bereiken werkt het bureau nauw samen met de spoorsector, nationale overheden, EU-instellingen.
- Europees spoorwegbureau verstrekt veiligheidscertificaten en (type)goedkeuringen voor spoorwegvoertuigen. Deze zijn geldig zijn in de Europese lidstaten en in enkele Europese landen daarbuiten.
- Het bureau beheert de specificaties voor interoperabiliteit voor het Europese spoorwegnet.[3] Het European Railway Traffic Management System is een van deze specificaties.
- Het bureau ontwikkelt normen voor spoorwegveiligheid en brengt verslag uit over de spoorwegveiligheid.

In 2016 besloot de Europese Unie dat het spoorwegbureau de enkele taken van nationale autoriteiten overneemt. Het gaat om:
- Het goedkeuren van aanbestedingen van ERTMS-baanuitrusting.
- Het uitgeven van vergunningen voor railvoertuigen bestemd voor internationale verbindingen.
- Het uitgeven van unieke veiligheidscertificaten voor spoorwegondernemingen.

## Verwijzingen
1. 1 2  Verordening (EU) 2016/796 van het Europees Parlement en de Raad van 11 mei 2016 betreffende het Spoorwegbureau van de Europese Unie en tot intrekking van Verordening (EG) nr. 881/2004
2. ↑  Verordening (EG) Nr. 881/2004 van het europees parlement en de raad van 29 april 2004 tot oprichting van een Europees Spoorwegbureau („Spoorwegbureauverordening”) Deze is inmiddels vervangen door Verordening (EU) 2016/796.[1]
3. ↑  Richtlijn (EU) 2016/797 van het Europees Parlement en de Raad van 11 mei 2016 betreffende de interoperabiliteit van het spoorwegsysteem in de Europese Unie: artikel 5 lid 2
4. ↑  Verordening (EU) 2016/796: artikelen 14, 19, 21 en 22

AMLA · BEREC · Cedefop · CBP · CdT · CFCA · EACEA · EAR · EASA · ECDC · ECHA · EDA · EDPS · EFSA · EIGE · EEA · EMA · EMSA · ENISA · ETF · EUDA · ERA · EUSC · EU-OSHA · EUIPO · EWDD · FRA · EUSPA · IEEA · ISS ·  PHEA · EBA · Effecten en markten · Verzekeringen en bedrijfspensioenen · EPA · Eurofound · Eurojust · Europol · Frontex
Voormalige agentschappen: EUMC · GSA